# Boleslav V. Sramežljivi
Boleslav V. Sramežljivi (poljsko Bolesław Wstydliwy) je bil od leta 1232 vojvoda Sandomierza in od leta 1243 do svoje smrti veliki vojvoda Poljske, * 21. junij 1226, Stary Korczyn,  † 7. december 1279, Krakov.
Bil je zadnji moški predstavnik malopoljske veje Pjastov.

## Rojstvo in vzdevek
Rojen je bil 21. junija 1226 v Starem Korczynu kot tretji otrok in edini sin Lešeka I. Belega in njegove žene, ruriške kneginje Grzimislave, katere starši niso znani.
Ime je dobil po svojem pradedu Boleslavu Krivoustemu. Vzdevek "Sramežljivi" (latinsko Pudicus) je dobil relativno zgodaj in je kot tak omenjen v Letopisu krakovskih frančiškanov (poljsko  Rocznik franciszkański krakowski). Po mnenju  Aleksandra Krawczuka bi bil bolj primeren prevod njegovega vzdevka skromen, spodoben ali čednosten. Vzdevek so mu dali njegovi podložniki zaradi zaobljube čistosti, ki sta jo izrekla on sam in njegova žena Kinga Poljska. Njun zakon zato ni bil nikoli konzumiran.

## Mladost

### Očetova smrt
24. november 1227 je bil Boleslavov oče Lešek Beli na kongresu v Gąsawi umorjen. Skrbništvo nad osirotelim Boleslavom je zahtevalo več plemiških družin. Krakovsko plemstvo se je odločilo, da bi regentstvo opravljala Lešekova vdova, vojvodinja Grzimislava, skupaj z lokalnim vojvodom in škofom. kar je bilo v nasprotju s pogodbo o medsebojni odgovornosti, ki sta jo leta 1217 podpisala Lešek I. Beli in Vladislav III. Tankonogi. V pogodbi sta se dogovorila, da bo po smrti enega od njiju skrb za njegove posesti in skrbnišvo nad mladoletnimi otroki prevzel drugi pogodbenik. 
6. decembra 1227 je Kazimir I. Kujavski,  ki je verjetno zastopal svojega očeta Konrada I. Mazovskega, na pogrebu Leška I. podprl očetove zahteve glede skrbništva nad Boleslavom V. in njegovo dediščino kot njegov najbližji moški sorodnik. Zaradi neodzivnosti je Konrad I. v prvi polovici marca 1228 prišel v Skaryszew, da bi se z Grzimislavo in tamkajšnjim plemstvom  pogajal glede prevzema skrbništva nad svojim nečakom v času njegove mladoletnosti. Plemstvo, zlasti družina Gryfici, je dajalo prednost Vladislavu III.,  ki pa je bil takrat sredi spopadov s svojim nečakom Vladislavom Odoničem in ni mogel zahtevati svojih pravic. Konrad I. se je nato pojavil v Krakovu, vendar sta bili na njegovi strani le družini Topór in Sztarza, zato je njegov poskus prevzema Seniorata propadel. Po Kazimierzu Krotowskem je bila odsotnost Konrada I. vzrok za prusko invazijo na Mazovijo.

### Posvojitev
5. maja 1228 je bil v Cienii organiziran sestanek Vladislava III. z delegacijo krakovskih plemičev, v kateri so bili škof Iwo Odrowąż, vojvoda Marek Gryfita, sandomierski vojvoda Pakoslav Awdaniec Stari in kaštelan Wiślice Mściwój. V skladu s pogoji srečanja se je Vladislav  strinjal s posvojitvijo Boleslava V., s čimer bi postal njegov naslednik v Krakovu in Velikopoljski. Po sestanku je Vladislav  odšel  v Krakov, kjer mu je Grzimislava uradno prepustila vladanje mestu. Vdova vojvodinja in njen sin sta prejela vojvodstvo Sandomierz, kjer je opravljala regentstvo.
Kmalu zatem je Vladislav Odonič pobegnil iz zapora in boj za Velikopoljsko se je nadaljeval. Vladislav III.  je bil prisiljen zapustiti Krakov. Lokalno plemstvo je po njegovem odhodu z Grzimislavino privolitvijo v Krakov poklicalo Henrika I. Bradatega, vendar samo kot guvernerja. Vladislav III. je uradno obdržal položaj velikega vojvode, Henrik I. pa leta 1228 ni sprejel naslova krakovskega vojvode. Poleti 1228 je Krakov napadel Konrad I. Mazovski in bil v bitki s Henrikom II. Pobožnim, sinom Henrika I., poražen. Leto pozneje je Konrad I. ujel Henrika Bradatega, zasedel Sieradz-Łęczyco in zatem še Sandomierz ter kljub odporu lokalnega plemstva odstranil Grzimislavo z oblasti. Leta 1230 je Vladislav III. s pomočjo Henrika I. poskušal povrniti svoja ozemlja, vendar mu to ni uspelo. Leto kasneje je umrl v izgnanstvu v Racibórzu.
Vladislav III. je v oporoki za naslednika Krakova in Velikopoljske imenoval Henrika I. Bradatega. Slednji je leta 1231 ob podpori družine Gryfici dobil oblast nad Sandomierzom, potem ko mu je Grzimislava, ki se je bala za prihodnost dediščine svojega mladoletnega sina, predala regentstvo. Med leti 1231-1232 se je Henrik I. bojeval proti Konradu I. za Malopoljsko. Do jeseni 1232 je končno pridobil nadzor nad Malopoljsko in Konrad I. je obdržal le Sieradz-Łęczyco.

### Zapor pri Konradu I. Mazovskem
Leta 1233 je Konrad I. Mazovski ujel Grzimislavo in njenega sina. V buli papeža Gregorja IX. piše, da ju je KOnrad osebno oropal in pretepel in ju nato zaprl, najprej v Czersku in nato v Sieciechówu. Ponižanja vdove vojvodinje so se tam nadaljevala.
Henrik Bradati se je odločil rešiti zaprtega princa in njegovo mater. Obema je kmalu zatem uspelo pobegniti iz samostana Sieciechów s pomočjo krakovskega vojvode Klementa iz Ruszcze in Mikołaja Galla, ki je bil zadolžen za ujetnika. Klement in  Mikołaj sta podkupila stražarje, ki se med popivanjem niso zmenili za ujetnika. Jan Długosz je dogodke opisal takole:
"Ko so neke noči stražarji po pijači in pogostitvi pozabili na svoje dolžnosti in zapustili svoje položaje, sta  vojvoda Boleslav in njegova mati in ponoči tiho in na skrivaj zapustila samostan."
Henrik Bradati je Boleslava in njegovo mater zaradi varnosti skril v trdnjavo Skala. 
Grzimislava se je nato v imenu svojega sina v Henrikovo korist odpovedala pravicam nad Krakovom. Leta 1234 je izbruhnila vojna med Henrikom I. in Konradom I. za Malopoljsko. Po zaslugi nadškofa Pełke je bil avgusta istega leta podpisan Luchanski sporazum, po katerem je Boleslav V. prejel Sandomierz in Henriku podaril več gradov. Junija 1235 je Luchanski sporazum odobril papež Gregor IX. Kmalu zatem je Konrad I. kljub temu napadel Sandomierz in Boleslav je izgubil okrožje Radom.
Henrik Bradati je leta 1238 umrl. Nasledil ga je njegov sin Henrik Pobožni, ki je prevzel regentstvo nad Boleslavom V. in njegovo vojvodino Sandomierz. Leta 1239 je trinajstletni Boleslav v Wojniczu srečal svojo nevesto, petnajstletno Kingo, znano tudi kot Kunigunda, hčerko ogrskega kralja Béle IV. Kmalu zatem sta se poročila. Kinga je prva leta zakona preživela v Sandomierzu s svojo taščo. 9. julija istega leta sta se v Przedbórzu srečala Boleslav V. in Konrad I. Mazovski vladar se je strinjal, da se odpove svojim zahtevam nad Sandomierzom in Boleslav V. je začel vladati kot samostojen vladar.

### Padec Krakova
Leta 1241 je prišlo do prve mongolske invazije na Poljsko. Januarja so Mongoli zavzeli Lublin in Zawichost. Boleslav je z materjo in ženo pobegnil na Ogrsko k svoji starejši sestri Salomeji, ženi ogrskega kneza Kolomana, in pustil svojo deželo brez vodstva. 13. februarja so Mongoli osvojili in požgali Sandomierz. 11. marca je Boleslav zavrnil sodelovanje v bitki pri Hmjelniku. Mesec pozneje, 9. aprila, je bila poljska vojska pod  poveljstvom Henrika II. Pobožnega premagana v bitki pri Legnici, vojvoda Henrik pa je bil ubit. Po porazu ogrske vojske v bitki pri Mohiju dva dni pozneje, v kateri je bil Koloman resno ranjen in je kmalu zatem umrl,  je Boleslav V. z družino, vključno s Salomejo, zdaj vdovo, pobegnil na Moravsko in se od tam nazadnje vrnil na Poljsko.
Po smrti Henrika Pobožnega je naslov velikega vojvode prevzel njegov najstarejši sin Boleslav Plešasti, vendar ni odšel v Krakov. Tam je v njegovem imenu vladal Klement iz Ruszcze. Konrad I. Mazovski je izkoristil priložnost in kljub močnemu odporu vitezov in plemstva 10. julija 1241 končno vstopil v Krakov. Nekaj mesecev pozneje je kapitulirala tudi trdnjava Skala, ki jo je branil Klement iz Ruszcze. Konradu kljub uspehu ni uspelo pridobiti podpore lokalnega plemstva, žrtve Konradovih plačancev tevtonskih vitezov. Plemstvo je leta 1243 za svojega novega vladarja imenoval Boleslava V. Sramežljivega. 25. maja istega leta je prišlo do bitke pri Suhodolju, v kateri so malopoljske in ogrske (sarmatske) čete pod poveljstvom Klemna iz Ruszcze premagale Konradove mazovske čete. S to zmago je Boleslav Sramežljivi ponovno pridobil oblast nad Krakovom. Star je bil 17 let in  bil veliki vojvoda Poljske, vendar je vse do njene smrti ostal pod močnim materinim vplivom. Kasneje istega leta je Konrad ponovno poskušal pridobiti oblast  nad Krakovom in napadel Boleslava V., vendar je bil znova poražen.

## Vladanje

### Spopad s Konradom I. Mazovskim
Konrad I. Mazovski je vse do svoje smrti poskušal uresničiti svojo ambicijo, da postane veliki vojvoda in vladar Krakova. Leta 1246 je skupaj s sinom Kazimirjem I. Kujavskim in ob podpori litovskih in opoljskih čet ponovno napadel Malopoljsko in v bitki pri Zaryszówu porazil Boleslava. Krakovski vojvoda je izgubil trdnjavo Lelów, Krakov in Sandomierz pa je uspel obdržati. Pomanjkanje sredstev za vojno je Boleslava prisililo, da je vzel nekaj lastnine svoje žene Kinge. Jeseni 1246 se je spor končal, ko je Boleslav zavzel Lelów. Konrad I. je umrl 31. avgusta 1247 in boj za oblast je nadaljeval njegov sin.
Med letoma 1254-1255 si je Boleslav prizadeval za izpustitev Sjemovita I. Mazovskega in njegove žene Perejaslave, ki ju je ujel njegov brat Kazimir. Po dolgotrajnih pogajanjih sta bila  spomladi 1255 končno izpuščena. Leta 1258 je Boleslav Pobožni začel dolgo in uničujočo vojno proti Kazimirju in njegovemu zavezniku Svantopulku II. za kaštelan Ląd. Boleslav Sramežljivi se je pridružil velikopoljski koaliciji proti kujavskemu vojvodi.
Med 29. septembrom in 6. oktobrom 1259 je Boleslav Sramežljivi skupaj z Boleslavom Pobožnim oplenil Kujavijo. 29. novembra 1259 je bil končno sklenjen mirovni sporazum in Kazimir I. je naslednje leto prevzel trdnjavo Lelów. Boleslav Sramežljivi je 12. decembra med srečanjem v Przedbórzu posredoval v sporu med Kazimirjem in Sjemovitom, ki se je končal z medsebojnim sporazumom.

### Sodelovanje z Ogrsko
Boleslav Sramežljivi in Boleslav Pobožni sta bila zaveznika Kraljevine Ogrske. Njune povezave z Madžari so verjetno imele družinsko ozadje, saj sta bili njuni ženi hčerki kralja Béle IV., večina njunih poljskih in ogrskih vitezov pa so bili potomci  sarmatskih Jazigov, Sirakov in Serbojev. Leta 1245 sta oba vladarja podprla pohod Rostislava Mihajloviča, ogrskega kandidata za hališki prestol. 17. avgusta je prišlo do bitke pri Jaroslavu, v kateri so bile poljske in ogrske čete poražene. Pohod se je končal s sklenitvijo miru v Łęczyci.
Junija in julija 1253 so poljsko-ruske sile, vključno z vojsko Boleslava Sramežljivega, odšle na Moravsko v podporo ogrskemu pohodu na Vindelicijo (Avstrija), ki je bila v domeni češkega kralja Otokarja II. Poljsko-ruska vojska je izropala več vasi. Konflikt se je končal s sporazumom. V tem času je Otokar II. s pomočjo krakovskega škofa Pavla poskušal prepričati Boleslava Sramežljivega, da prestopi na njegovo stran.
Leta 1260 je izbruhnil nov konflikt med Ogrsko in Češko, ko je ogrski knez Štefan organiziral roparski pohod na vojvodino Koroško. Od junija do julija 1260 je Boleslav z Lešekom II. Črnim pomagal Madžarom z vojsko v boju proti Češki. 12. julija je potekala bitka pri Kressenbrunnu, ki se je končala s porazom ogrske vojske.
29. januarja 1262 je na srečanju v Iwanowicah Boleslav Sramežljivi obljubil vojaško podporo Boleslavu Pobožnemu v njegovem spopadu s Henrikom Belim, podpornikom Češkega kraljestva. 7. junija je na mirovnih pogajanjih v Dankówu Vladislav Opolski poskušal skleniti  četverno zavezništvo s češkim kraljem,  Boleslavom Sramežljivim in Boleslavom Pobožnim, vendar mu to ni uspelo.
Kralj Béla IV. se je sprl s svojim sinom Štefanom, kar je povzročilo državljansko vojno na Ogrskem. Marca 1266 sta Boleslav in njegova žena Kinga organizirala sestanek v Budimu, na katerem se je Štefan zavezal ohranjati  miroljubne odnose s svojim očetom,  Otokarjem II., Boleslavom Sramežljivim, Lešekom Črnim in Boleslavom Pobožnim.
Leta 1270 je novi ogrski kralj Štefan V. obiskal Boleslava Čednega v Krakovu, kjer sta podpisala večni mir. Istega leta je Štefan V. obnovil vojno proti Češki za babenberško dediščino, ki se je končala z ogrskim porazom. Leta 1271 je Boleslav s pomočjo ruriških knezov organiziral pohod na Vroclavsko vojvodino, ker je bil Henrik Beli zaveznik Češke.
Kralj Štefan V. je 6. avgusta 1272 umrl. Po njegovi smrti je bilo zavezništvo med Boleslavom Sramežljivim in Ogrsko popolnoma prekinjeno. Leta 1277 je Boleslav v Opavi končno sklenil mirovni sporazum s Češko in z novim ogrskim kraljem, mladoletnim Ladislavom IV., postal zaveznik Češkega kraljestva. Med spopadom med Otokarjem in nemškim kraljem Rudolfom I. se je kljub temu odločil za ogrsko stran. 26. avgusta 1278 je Boleslav sodeloval v odločilni bitki pri Marchfeldu, v kateri je bil Otokar poražen in ubit.

### Pokristjanjevanje Jotvingov
Eden od ciljev Boleslavove zunanje politike je bilo pokristjanjevanje Jatvigov. V letih 1248-1249 je organiziral odpravo proti njim, ki jo je podpiral Sjemovit I., vendar se je končala z neuspehom.
Med letoma 1256-1264 so Jatvingi vdrli v Malopoljsko in plenili. Spomladi 1264 je Boleslav proti njim organiziral povračilni pohod, ki se je končal z zmago krakovsko-sandomiške vojske in smrtjo jotvinškega kneza Komate. Za pokristjanjevanje tega plemena je Boleslav ustanovil škofijo v Łukówu na severovzhodni meji Malopoljske. Pri tem je računal na podporo svoje sestre Salomeje in papeža Inocenca IV., ki je leta 1254 v ta namen izdal posebno listino. Na koncu je tudi ta misija spodletela.

### Drugi vdor Mongolov
Gališki  knez Danijel je bil v Boleslavovem spopadu s Češkim kraljestvom na Boleslavovi strani.  Po vojni s Češko leta 1253 so bili  njuni odnosi dobri. Danijel je obiskal Krakov, kjer se je srečal s papeškim legatom Opizom, ki ga je želel okronati. Kronanje se je zgodilo v Drohičinu ob reki Bug. Boleslav in njegova sestra Salomeja sta kronanje podpirala, ker sta želela, da Danijel in njegova kneževina preideta na latinsko obredje. Te načrte je razblinil drugi mongolski vdor na Poljsko. 
Novembra 1259 so Mongoli in Rusini vdrli in uničili Sandomierz, Lublin in Krakov.  Boleslav je pobegnil na Ogrsko ali v Sieradz, kjer je vladal Lešek II. Črni. Februarja 1260 so Mongoli zapustili Malopoljsko in Boleslav se je vrnil domov.  
Po Danijelovi smrti leta 1265 je litovsko-ruska vojska vdrla in opustošila malopoljska okrožja Skaryszew, Tarczek in Wiślica. V letih 1265–1266 se je Boleslav bojeval proti Danijelovemu sinu Švarnu in bratu Vasiljku Romanoviču, ki sta pomagala Litovcem pri njihovem vdoru v Malopoljsko. 19. junija 1266 je bil Švarn v bitki pri Wroti poražen. Spopad se je končal leta 1266, ko je Boleslav opustil svoje pohode v Jotvingijo.
Julija 1273 so  v Lublin vdrli Litvanci. Leszek Črni je zato decembra istega leta organiziral maščevalno odpravo v Jotvingijo. Leta 1278 so Litvanci znova vdrli v Lublin in se spopadli z Leškovo vojsko v bitki pri Łukówu.

### Posvojitev Leška Črnega
Ker sta se Boleslav in njegova žena Kinga zaobljubila k čistosti, je bil njun zakon brez otrok. Boleslav je zato leta 1265 posvojil Leška Črnega in ga imenoval za svojega dediča. Vladislav Opolski posvojitve ni priznal in leta 1273 organiziral vojaški pohod na Krakov. 4. junija je prišlo do bitke pri Bogucinu Malem, kjer je bila opolsko-raciborška vojska poražena. Konec oktobra je Boleslav izvedel povračilni pohod v  Opole-Racibórz, vendar je zaradi majhne vojske uničil samo nekaj območij vojvodine. Leta 1274 sta se Vladislav in Boleslav Sramežljivi odločila skleniti mir, po katerem se je vojvoda Opol-Racibórza odrekel svojim zahtevam po krakovskem prestolu.

### Notranja politika
Boleslav V. je posebno pozornost posvečal razvoju mest. 27. februarja 1253 je podelil privilegije mestu Bochnia. 5. junija 1257 je med srečanjem v Koperni pri Pińczówu podelil magdeburške pravice okrožju Krakov, leto kasneje pa še mestu Nowy Korczyn. Leta 1264 je enake pravice dobilo mesto Skaryszew in leta 1271 Jędrzejów. Uvedba zakonov po nemškem vzoru je privedla do hitrega gospodarskega razvoja vojvodine, ki je zaradi mongolskih vpadov doživela tudi do 75 % izgube prebivalstva.
Omembe vredna je tudi reforma upravljanja rudnikov soli Bochnia in Wieliczka. Leta 1251 so v Bochnii, kjer so dotlej našli le slanico, odkrili tudi nahajališča halita. Rudarjenje soli je postalo stalen vir dohodka vojvodine.
Boleslav posebno skrbel tudi za Cerkev, predvsem pa za Krakovsko škofijo. Leta 1245 so po zaslugi Boleslavove sestre Salome v Zawichostu ustanovili samostan klaris. 28. avgusta 1252 sta med srečanjem v Oględówu vojvoda in njegova mati Grzimislava podelila škofiji imunitetni privilegij, ki je lokalni duhovščini zagotavljal večjo avtonomijo v gospodarskih in sodnih zadevah. 17. septembra 1253 je zahvaljujoč skupnim prizadevanjem Boleslava in krakovskega škofa papež Inocenc IV. kanoniziral Stanislava iz Szczepanówa. 8. maja 1254 so v Krakovu potekala praznovanja v čast svetega Stanislava, vključno s srečanjem vojvod Pjastov. 18. junija je potekalo še eno srečanje v Chroberzu, kjer je Boleslav potrdil privilegije, podeljene Krakovski škofiji v Oględówu. Leta 1257 je bila sinoda v Łęczyci, kjer je bilo določeno, da bo vsak vladar, ki ugrabi škofa, samodejno izobčen, njegove posesti pa bodo pod interdiktom. Med 11. in 12. junijem 1258 je bilo srečanje v Sandomierzu, na katerem je Boleslav odobril nadaljnje privilegije Cerkvi v Malopoljski. Na povabilo Boleslava V. in njegove žene Kinge so okoli leta 1258 v Krakov prišli frančiškani.

## Smrt
Boleslav Sramežljivi je umrl 7. decembra 1279.  Jan Długosz je takole opisal dogodek: 
"Zaradi skromnosti in veličastnosti, ki ju je izkazoval, so se močno razžalostili ne le njegov, ampak tudi sosednji narodi."
Njegov pogreb je bil tri dni pozneje, 10. decembra 1279. Pokopan je bil v cerkvi sv. Frančiška Asiškega v Krakovu. Tam je nagrobnik z napisom:
"Anno Domini MCCLXX obiit ilustrissimus princeps et dnus, Vladislaus dictus pius dux Cracov."
"Leta Gospodovega 1370 je umrl presvetli vujvoda in plemič Vladislav, imenovan pobožni vodja Krakova."
Kazimierz Stronczyński je trdil, da je bil nagrobnik ponarejen, dejstvo, da je bilo Boleslavovo truplo pokopano v tej cerkvi, pa ne povzroča nobenih ugovorov.
Kinga je po moževi smrti vstopila v samostan revnih klaris v Starem Sączu.  Krakov in Sandomierz je na podlagi prejšnjega sporazuma podedoval Lešek II. Črni.

## Cerkev sv. Marka
Boleslav je leta 1263 v Krakovu ustanovil cerkev, posvečeno sv. Marku Evangelistu, zgrajeno v gotskem slogu.